# DEC J-11

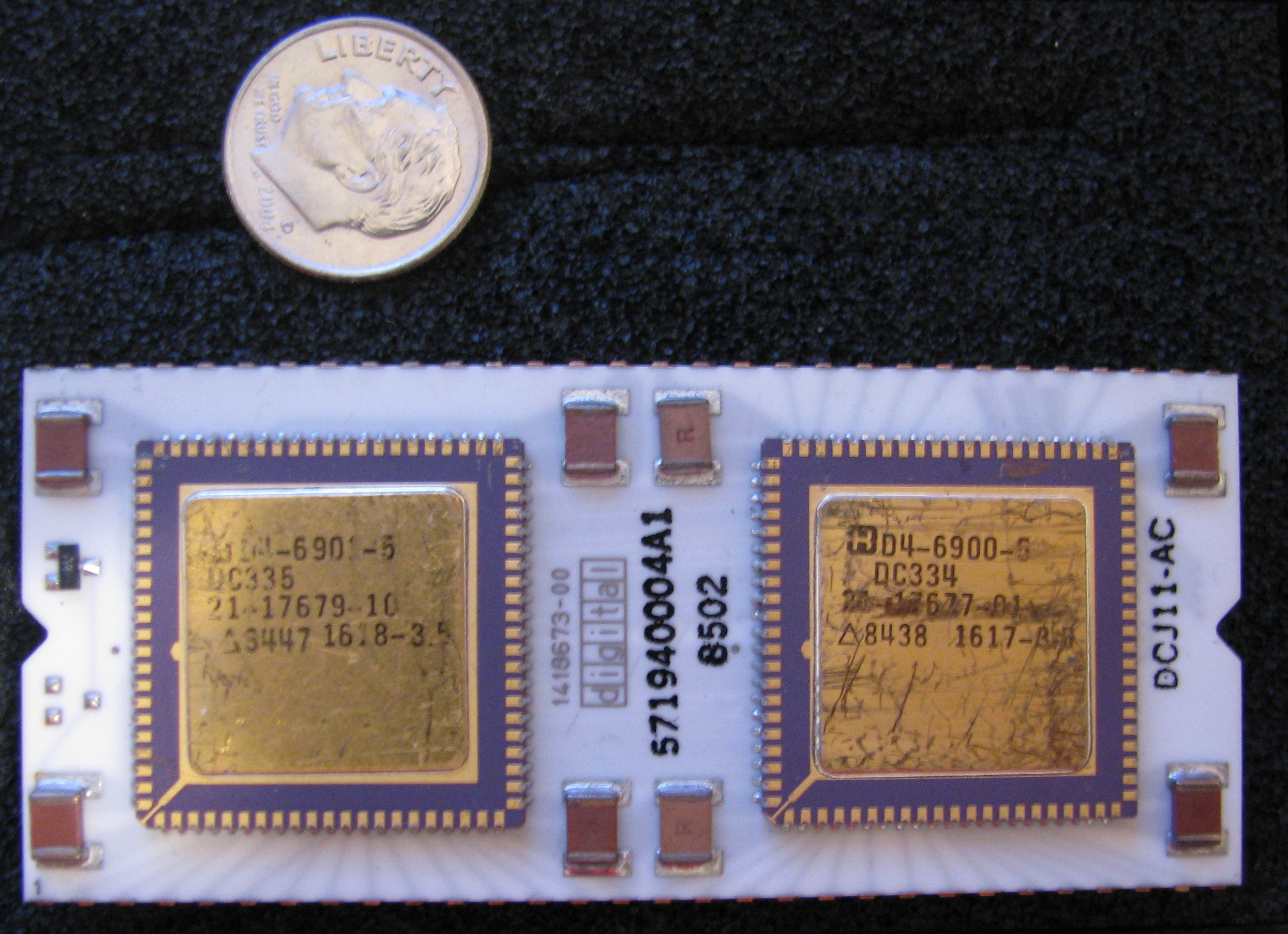
A J11 mikroprocesszor-hibrid felülről. Bal oldalon a DC335 vezérlőcsip, jobbra a DC334 adatút-csip látható. Az amerikai tízcentes a méretet szemlélteti.

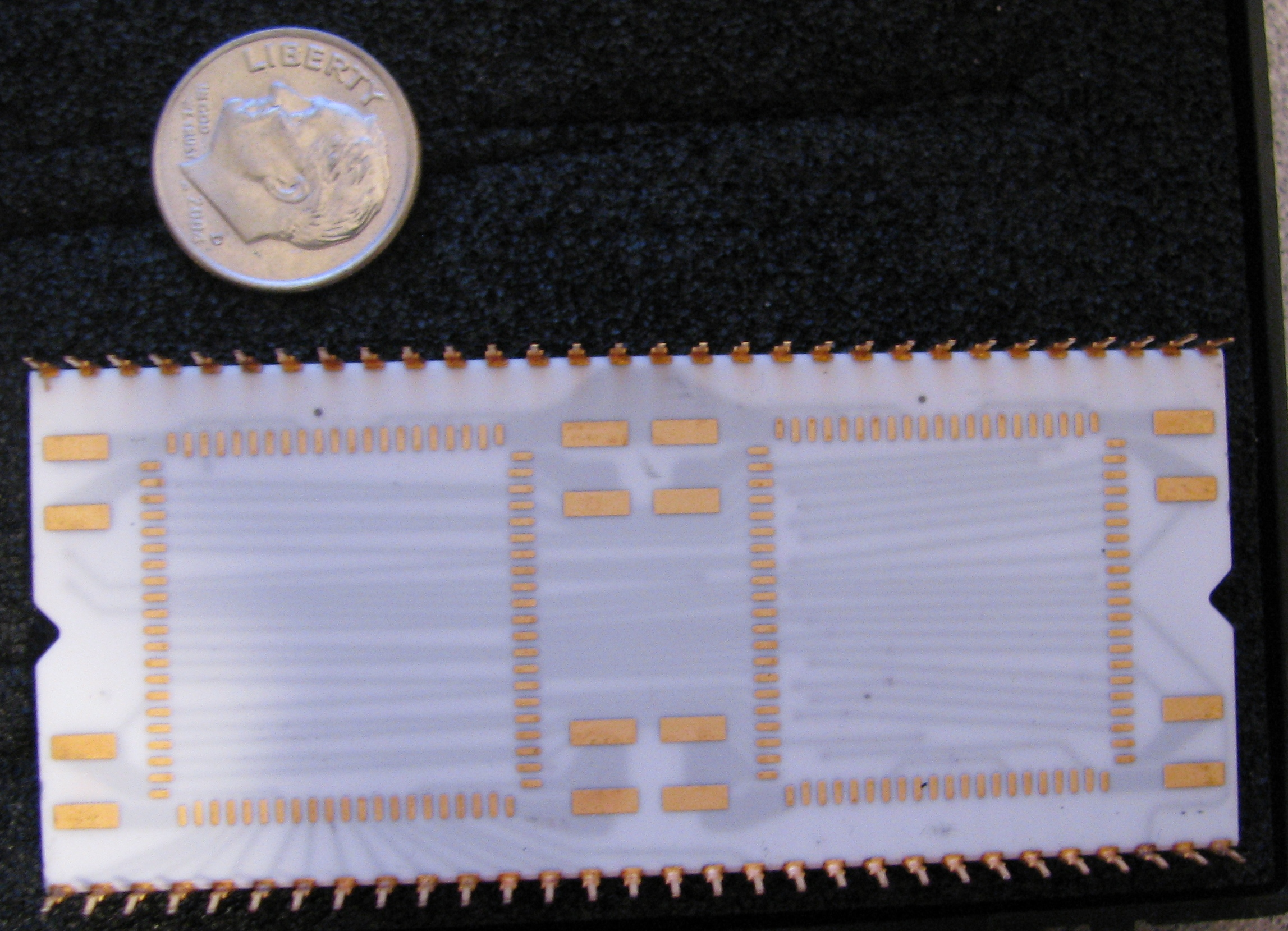
J11 mikroprocesszor-hibrid alulnézetben – láthatók a két további csip felszerelését biztosító érintkezősorok

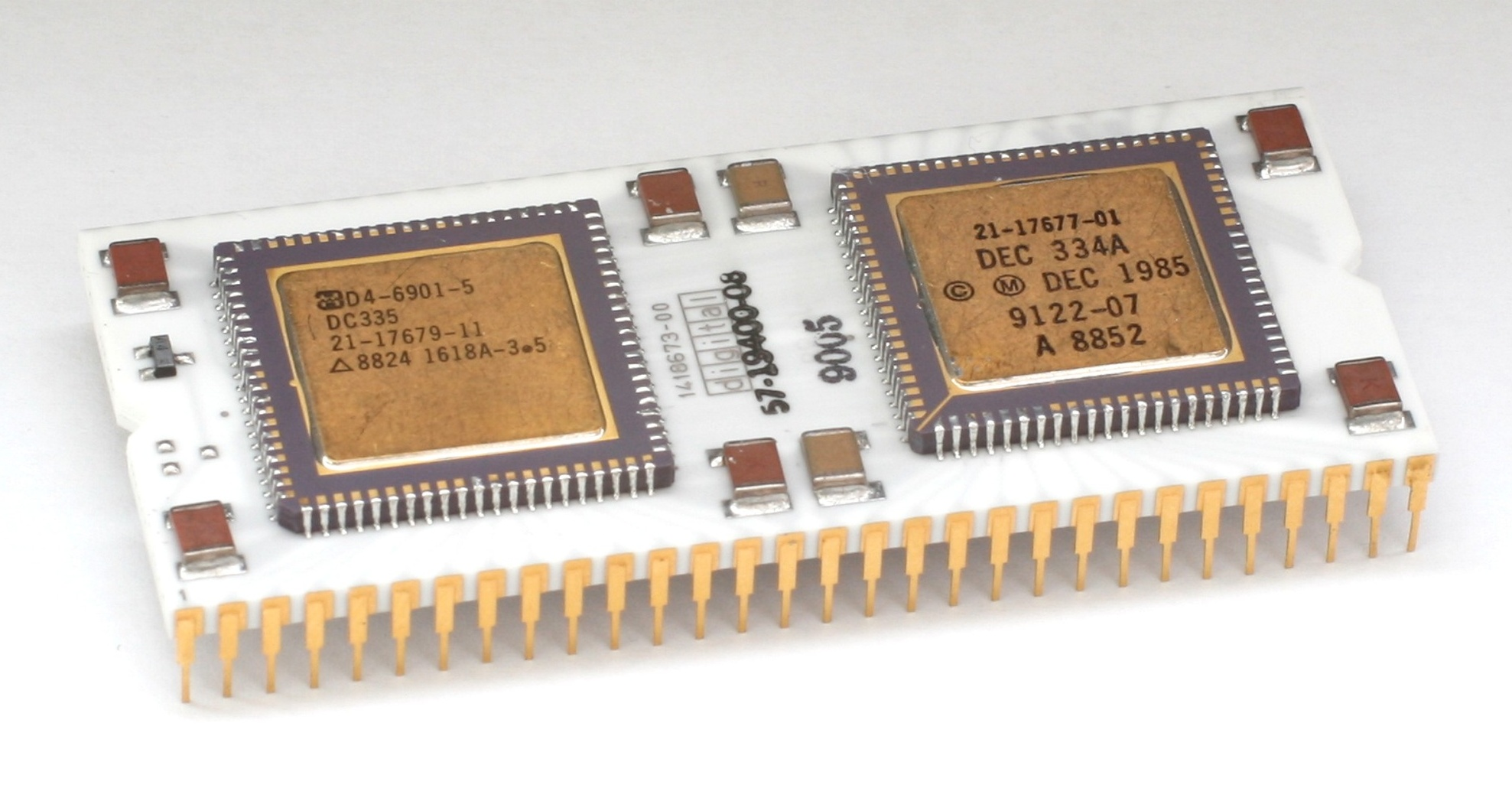
DEC "Jaws-11" CPU (DC335 és DC334A)

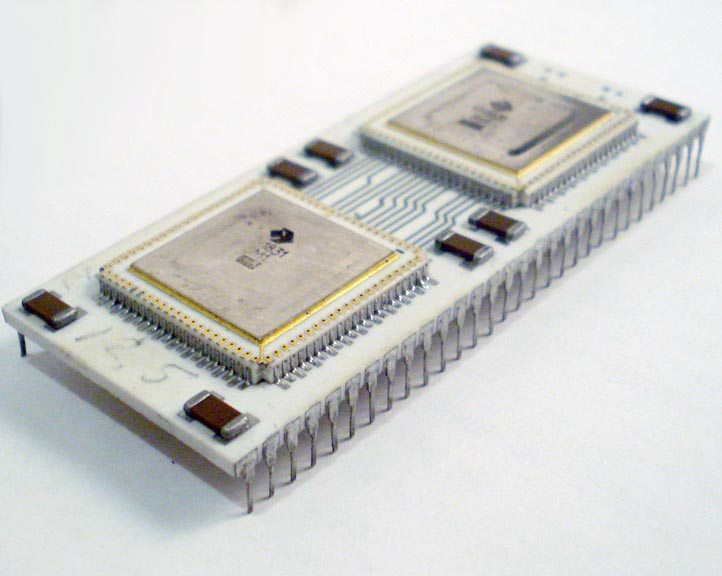
A J-11 szovjet klónja, az "M8" processzor – az 1831ВМ1 jelű csip a feldolgozóegység, az 1831ВУ1 pedig a mikroprogramtár és vezérlő

A J-11 – kódnevén „Jaws” – egy a 16 bites PDP–11 utasításkészlet-architektúrát (ISA) implementáló mikroprocesszor-csipkészlet, amely a Digital Equipment Corporation és a Harris Semiconductor közös fejlesztésének eredményeként készült el és jelent meg 1983-ban. Megjelenésekor 3,75 Mhz-es órajelen működött, ami a későbbi modellekben különböző javításoknak köszönhetően 4,5 MHz-re emelkedett. Ez volt a DEC negyedik és egyben az utolsó PDP–11-es mikroprocesszor-kialakítása és az első CMOS technológiával megvalósított processzor a DEC-nél: az ezt megelőző, szintén PDP–11-es architektúrát megvalósító F-11 „Fonz” processzor NMOS technológiával készült. Ez egy felsőkategóriás csipkészlet, amely a PDP-11/70 számítógép teljesítményét és jellemzőit néhány integrált áramkörben egyesíti. Ennek megfelelően a J-11-ben megjelentek a 11/70-es architekturális jellemzői: a kettős regiszterkészlet, az adatmező, a felügyelői üzemmód és még olyan modernebb fejlesztések is, mint az SMP (symmetric multiprocessing, szimmetrikus többprocesszoros működés) támogatás. A PDP-11/73, PDP-11/83 és Professional 380 gépekben használták fel.
A csipkészlet három csipből áll, amelyekből az egyik kialakítás többszörözhető: a vezérlőcsip – ez max. 3 példányban lehet jelen a rendszerben –, az adatút csip és az opcionális FPA lebegőpontos gyorsító. A lábnélküli keramikus tokozású adatút csip és egy vezérlő csip egyetlen keramikus hibrid DIP hordozóra van szerelve. A vezérlő csip a vezérlő szekvenszert és a mikrokód ROM-ot foglalja magában. A rendszerhez egy opcionális különálló lebegőpontos gyorsító (FPA) csip csatlakozhat, amely szabványos DIP tokozással készült. Az adatút és vezérlő csipeket a Harris gyártotta CMOS eljárással (double-poly 4μ P-kutas CMOS), míg az FPA a Digital „ZMOS” NMOS technológiájával készült. Az adatút csip 40 000 tranzisztort tartalmaz, mérete 8,48 × 7,11 mm; a vezérlőcsip 80 000 tranzisztort tartalmaz, mérete 6,4 × 6,86 mm; az FPA csipje 7,37 × 6,6 mm méretű és 34 000 tranzisztorból áll.
A kialakítás eredetileg támogatta több vezérlőcsip elhelyezését is, ami lehetővé tette volna a különböző utasításkészlet-bővítések használatát, mint például a Commercial Instruction Set (CIS, kereskedelmi utasításkészlet), ám ilyen kiegészítő vezérlőcsip nem készült.

## Fordítás
Ez a szócikk részben vagy egészben  a   DEC J-11 című angol Wikipédia-szócikk ezen változatának fordításán alapul.  Az eredeti cikk szerkesztőit annak laptörténete sorolja fel. Ez a jelzés csupán a megfogalmazás eredetét és a szerzői jogokat jelzi, nem szolgál a cikkben szereplő információk forrásmegjelöléseként.